# تجمع النوسة (المحفد)

تعديل مصدري - تعديل

تجمع النوسة هو أحد التجمعات البدوية في عزلة المحفد بمديرية المحفد التابعة لمحافظة أبين، بلغ تعداد سكانها 19 نسمة حسب تعداد اليمن لعام 2004.